# دانشگاه ملی عفت
دانشگاه ملی عفت (انگلیسی: Effat University) یک دانشگاه خصوصی برای دختران و پسران است. این دانشگاه در سال ۱۹۹۹ تأسیس شد و در شهر جده واقع شده‌است. این دانشگاه اولین دانشگاه خصوصی است که عمدتاً برای دختران در پادشاهی عربستان سعودی است. این کالج به نام عفت الثنیان، همسر فیصل بن عبدالعزیز آل سعود، پادشاه عربستان سعودی نامگذاری شده‌است.
در سال ۲۰۰۱، معاونت تحصیلات تکمیلی و تحقیقات علمی تأسیس شد. اولین دوره تحصیلات تکمیلی در دانشگاه عفت، رشته کارشناسی ارشد مدیریت مالی اسلامی (MIFM) بود که این دانشگاه با همکاری دانشگاه اراسموس هلند ارائه می‌کند. در سال ۲۰۱۸ پذیرش برای برنامه کارشناسی ارشد مهندسی انرژی باز شد و در سال ۲۰۱۳، دانشگاه عفت برای اولین بار در عربستان سعودی برنامه تولید بصری و دیجیتال را در چارچوب دانشکده مهندسی ارائه کرد.